# Lola Rodríguez de Tió
Dolores Rodríguez de Astudillo y Ponce de León o más conocida como Lola Rodríguez de Tió  (San Germán, Puerto Rico, 14 de septiembre de 1843 - La Habana, 10 de noviembre de 1924) fue una poetisa, periodista y revolucionaria de Puerto Rico. Es una de las principales figuras de la literatura y de la vida política de Puerto Rico. Su mayor inspiración fue la libertad de su patria.

## Biografía
Lola Rodríguez de Tió, hija de Sebastián Rodríguez de Astudillo y Carmen Ponce de León, nació el 14 de septiembre de 1843, en San Germán, Puerto Rico. Sus primeros estudios los realizó en San Germán y en Mayagüez. En 1863, Dolores contrajo matrimonio, a los veintidós años, con el periodista Bonocio Tió Segarra, quien compartió sus inquietudes culturales y políticas y con quien tuvo tres hijas, Patria Tió (1865-1943) y Mercedes Tió (1870-1873), esta última fallecida prematuramente.
Rodríguez de Tió escribió en 1868, durante la insurrección del Grito de Lares, la letra patriótica de La Borinqueña. Por su firme oposición al régimen español fue desterrada, junto con su esposo, por el gobernador Segundo Portilla, de su país natal a Caracas (Venezuela), donde apadrinó la boda de Eugenio María de Hostos con la adolescente cubana Belinda de Ayala. Su segundo destierro, en 1889, ordenado por Pedro Ruiz Dana, la condujo a La Habana (Cuba), país que en 1895 hubo de abandonar como consecuencia de la guerra hispanoamericana. Ese mismo año se trasladó a Nueva York, ciudad en la que fue partícipe de los movimientos independentistas cubano y puertorriqueño. Por ello obtuvo el nombramiento de Presidenta Honoraria del Club Político Rius Rivera (1895). Durante la guerra de la independencia de Cuba fue secretaria del Club Caridad (1895-1898), dedicado a socorrer a los combatientes cubanos que luchaban en contra del régimen español y organizar un Capítulo de la Cruz Roja.
Tras la independencia de Cuba, en 1899, regresó a La Habana, siendo nombrada Inspectora de Escuelas Públicas. 
Sus poesías, que inicialmente se publicaron sueltas en la prensa, fueron recogidas posteriormente en varios libros. 
Quedó viuda en 1905. En 1910 fue nombrada miembro de la Academia de Artes y Letras de Cuba. En 1911 se hizo socio Bienhechor de la Sociedad de Beneficencia de Naturales de Galicia en La Habana. En 1915 visitó Puerto Rico, siendo acogida con gran Júbilo, como un acontecimiento nacional.

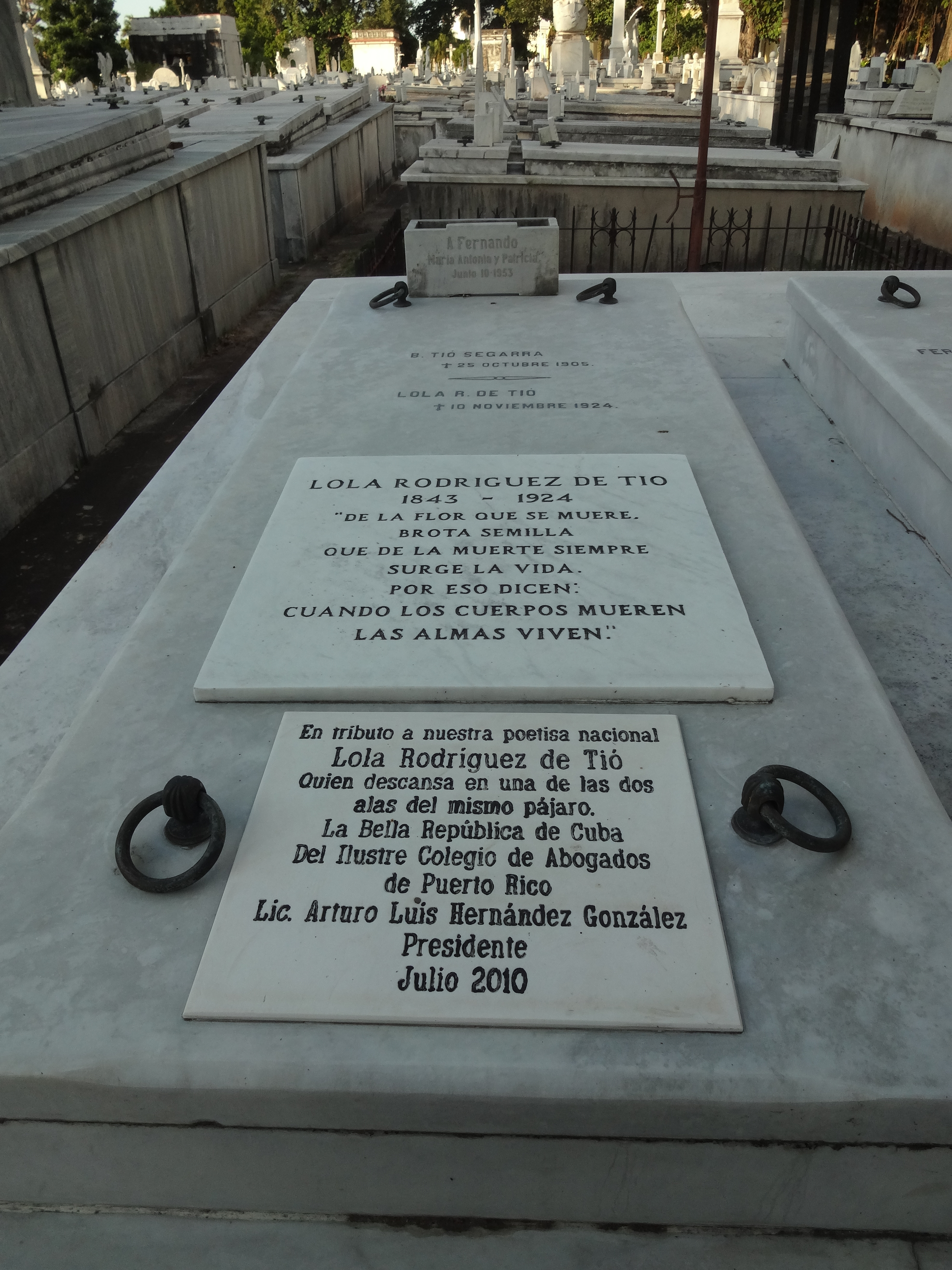
Tumba de Lola Rodríguez de Tío, en el Cementerio de Necrópolis de Cristóbal Colón en La Habana, Cuba

Murió el 10 de noviembre de 1924, en La Habana y sus restos descansan en el Cementerio Cristóbal Colón de esa ciudad. muere por causas naturales.

## Obra
- Mis Cantares (1876)
- Mi Ofrenda (1880)
- Trabajos literarios (1882)
- Claros, Nieblas y Congojas (1885)
- Nochebuena (1887)
- Mi libro de Cuba (1895)
- Claro de Sol (inacabado)
- Poesías Escogidas (inacabado)
- La Borinquena (1868)